# Pedro González de Ulloa
Pedro González de Ulloa (Xocín de Porqueira, 1714 - Covelas, 1790) fue el máximo exponente del movimiento de la Ilustración en la comarca de La Limia en el siglo XVIII.
Fue abad de las parroquias de Perrelos, Santa Baia de Chamusiños (en el actual municipio de Trasmiras) y finalmente de Covelas (todas situadas en la Comarca de Limia).
Se relacionó epistolar y presencialmente con muchos de los grandes intelectuales del momento como los padres Flores y fray Martín Sarmiento o con los ilustrados José Andrés Cornide Saavedra, Campomanes y Montiano. Es el autor del libro Descripción de los Estados de la Casa de Monterrey (1777), una obra imprescindible para conocer la historia y la vida en el siglo XVIII de la mayor parte del sur de la provincia de Orense, en aquellos momentos posesión de la poderosa Casa de Monterrey.

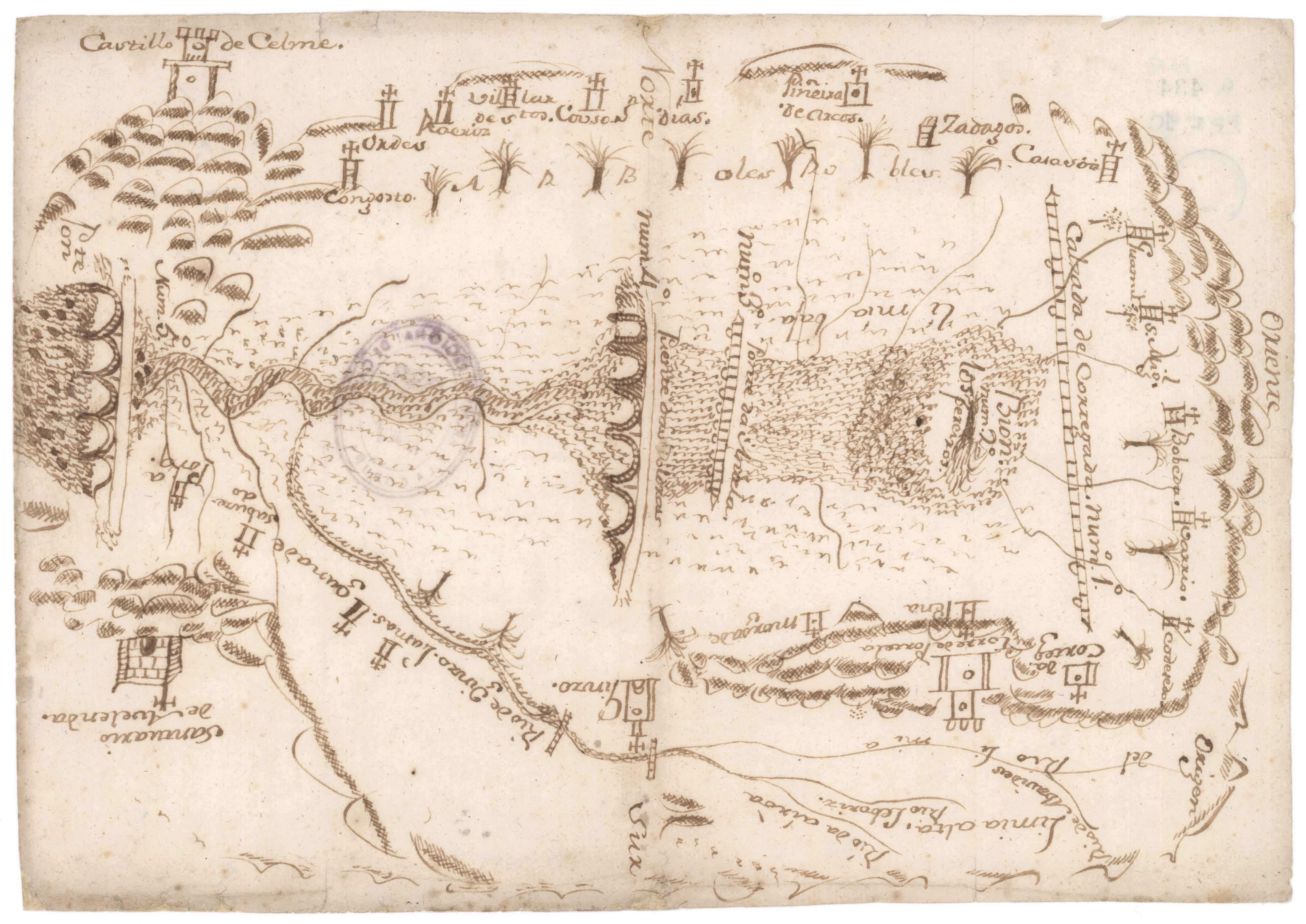

Fue uno de los primeros promotores a instacias de Jose Cornide Saavedra de plantear la desecación de la Laguna de Antela .